# Мон-де-Ланс
Мон-де-Ланс (фр. Mont-de-Lans) — коммуна во Франции, находится в регионе Рона — Альпы. Департамент коммуны — Изер. Входит в состав кантона Бур-д'Уазан. Округ коммуны — Гренобль.
Код INSEE коммуны — 38253. Население коммуны на 1999 год составляло 1 101 человек. Населённый пункт находится на высоте от 732  до 3 285  метров над уровнем моря. Муниципалитет расположен на расстоянии около 520 км юго-восточнее Парижа, 130 км юго-восточнее Лиона, 36 км юго-восточнее Гренобля. Мэр коммуны — Serge Gravier, мандат действует на протяжении 2007—2013 гг.
Динамика населения (INSEE):